# Phyllophaga odomi
Phyllophaga odomi är en skalbaggsart som beskrevs av Saylor 1943. Phyllophaga odomi ingår i släktet Phyllophaga och familjen Melolonthidae. Inga underarter finns listade i Catalogue of Life.